# 상대적 박탈감
상대적 박탈감은 개인 혹은 집단이 그들이 속해있는 사회에서 익숙한 식생활, 생활방식, 활동 및 오락시설을 지속할 수 있는 자원의 결핍을 뜻한다. 상대적 박탈감을 측정함으로써 개인이나 집단의 상황을 사회의 다른 부분과 객관적으로 비교할 수 있다.
이는 절대적인 기준이 아닌, 상대적인 경제적, 정치적, 혹은 사회적 박탈의 감정 또는 척도를 나타내기 위해 사회과학에서 사용하는 단어이다. 이 단어는 빈곤과 사회적 배제라는 단어들과 떼어놓고 설명하기 어려울 만큼 연관 되어 있다. 상대적 박탈감의 개념은 스트레스의 감정, 정치적 태도, 그리고 집단 행동의 참여와 같은 행동과 태도 양 쪽에 모두 중요한 결과를 가져온다. 이것은 사회과학의 여러 분야를 연구하는 연구자들과 관련이 있다. 때때로는 경쟁자들을 성공적으로 능가한 유기체가 유전자풀에 더 많은 복제본을 남기는, 상대적 적합성이라는 생물학적 개념과도 관련이 있다.
사회과학자, 그 중에서도 특히 정치학자와 사회학자들은 사회운동이나 일탈의 잠재적 원인으로 상대적 박탈감(특히 사회적 상대적 박탈감)을 언급했는데, 이는 폭동, 테러, 내전과 같은 정치적 폭력과 범죄와 같은 사회적 일탈로 이어지는 극단적인 상황을 이끌어낼 수 있다. 예를 들어, 사회학자 중에는 스스로의 가치를 박탈당했다고 느끼는 사람들의 불만을 인용하며 이러한 사람들이 증가하고 있음을 설명하기도 한다. 마찬가지로 각 개인들은 그들의 수단과 목표가 일치하지 않을 때 일탈적인 행동을 하곤 한다.
최근 사회심리학에서는 상대적 박탈감과 반대되는 상대적 만족감이라는 개념이 등장했다.

## 이론
상대적 박탈감에 대한 첫 번째 공식적 정의 중 하나로, 월터 런시먼은 상대적 박탈감의 전제 조건은 4가지라고 말했다. (물체 X에 대한 사람 A):
- 사람 A는 X가 없다.
- 사람 A는 다른 사람들이 X를 가지고 있다는 것을 알고 있다.
- 사람 A는 X를 가지고 싶어한다.
- 사람 A는 X를 얻을 수 있다고 믿는다.

런시먼은 이기적인 상대적 박탈감과 공제적(사상·이해관계가 같은 개인·집단이 서로 돕기 위한 것)인 상대적 박탈감을 구분했다. 전자는 특정 집단(A가 구성원으로 있음) 내에서, 다른 사람들에 비해 자신의 사회적 지위가 떨어진다고 느낄 때 발생한다. 후자는 다른 집단과 비교했을 때 자신들이 속한 집단의 사회적 지위가 떨어진다고 느낄 때 발생한다. 이기적인 상대적 박탈감은 자신이 더 빨리 승진했어야 했다고 생각하는 직장인을 예로 들 수 있으며, 직장 내에서 자신의 지위를 향상시키기 위한 행동을 하는 동기로 작용하기도 한다. 이러한 행동은 수많은 사람들에게 영향을 미치기 보단 한 사람의 개인에게 영향을 미친다. 공제적인 상대적 박탈감은 인종 차별을 예로 들 수 있으며, 1960년대 미국 시민권 운동과 같규모 사회운동의 발생과 성장으로 이어질 수 있다. 10대들이 비싼 옷을 입고 비싼 차를 타며 아파트에 살면서도, 영화나 TV에서 '중산층'이거나 '평범'으로 묘사되는 부유한 캐릭터에게 느끼는 부러움도 공제적인 상대적 박탈감의 또 다른 예이다. 공제적인 상대적 박탈감은 극우 성향에 대한 투표 경향과도 관련있다..
박탈 이론은 사회, 돈, 정의, 지위, 특권 등에서 가치있다고 여겨지는 것들을 빼앗긴 사람들이 잘못된 것을 바로잡겠다는 희망을 가지고 사회운동에 참여하는 것이다. 이는 '사람들이 왜 사회운동에 참여하는가?'에 대해 생각해볼 수 있는 시작점이다. 하지만, 상대적 박탈 이론, 즉 다른 사람들이 가지고 있는 것과 비교했을 때 그들이 가지고 있어야 한다고 생각하는 것들에 대한 평가를 기반으로 한 사회운동에 참여하는 사람들의 신념을 보는 것이 더 중요하다. 반대로 절대적 박탈감은 사람들의 실제적인 부정적 상황이다. 상대적 박탈감은 다른 사람이 가진 것과 그들이 가진 것을 비교하거나, 심지어는 그들 스스로의 과거 혹은 미래와 비교하여, 그들이 무언가를 가져야 한다고 생각하는 사람들을 말한다. 환경의 개선은 훨씬 더 나은 조건들에 대한 인간의 욕구에 불을 지피고, 이는 혁명으로도 이어질 수 있다.

## 상대성
박탈감은 절대적이지 않으며, 시간과 장소에 따라 달라지기도 하는 사회적 규범을 비교하면서 나오는 것이기 때문에 상대적이다. 이것은 상대적 박탈감과 객관적 박탈감 (절대적 박탈감 혹은 절대적 빈곤으로 알려져 있기도 하다) - 모든 소외계층에게 적용되는 조건 - 을 구별한다. 이것은 전 세계의 객관적 박탈감(빈곤)이 시간이 흐름에 따라 변할 수 있지만, 상대적 박탈감은 사회적 불평등이 지속되고, 몇몇 사람들이 다른 사람들보다 더 잘 사는 한, 그렇지 않을 것이라는 중요한 결론을 이끌어낸다.
다음 예시를 생각해보자: 1905년에 차는 사치품이었기 때문에, 차를 살 여유가 되지 않는 사람은 박탈감을 느끼지 않았다. 대부분의 사회에서 차가 흔해진 2010년에는, 차를 살 여유가 되지 않는 사람이 박탈감을 느낄 가능성이 훨씬 더 높아졌다. 또 다른 예로, 오늘 날 휴대폰이 흔해졌고, 많은 사람들은 그들 스스로가 휴대폰 정도는 가질만 하다고 생각할 것이다. 휴대폰이 없던 50년 전에는 이러한 생각의 흐름이 존재하지 않았을 것이다.
상대적인 박탈감은 일시적일 지도 모른다. 즉, 권리나 부의 확장을 경험한 후에 이러한 소득의 침체나 좌절을 경험한 사람들이 상대적 박탈감을 경험할 수 있다. 이러한 현상은 '달성하지 못한 상승 기대감'으로도 알려져 있다.
정치와 관련된 예로, 투표권의 결여는 투표권을 한 번도 손에 넣은 적 없었던 사람들보다, 투표권을 한 번이라도 손에 넣은 적 있는 사람들이 더 박탈감을 느끼는 경향이 있다.

## 상대적 및 절대적 박탈감
칼 폴라니와 같은 몇몇 사회학자들은 경제적 부에서의 상대적 차이가 절대적 박탈감보다 더 중요하며, 이는 인간의 삶의 질을 결정하는 데에 더 의미가 있다고 주장해왔다. 이 논쟁은 사회정책에 중요한 결과를 가져오는데, 특히 빈곤이 사회 전체의 부를 향상시킴으로써 쉽게 없앨 수 있는 것인지, 평등한 조치가 필요한지에 관한 것이다.
상대적 박탈감의 특정한 형태는 상대적 빈곤이다. 상대적 빈곤의 척도는 빈곤을 중간 소득의 20% 미만을 버는 가정과 같은, 상대적인 빈곤 선 이하로 정의한다.

## 비판
상대적 박탈감 이론에 대한 비판은 이 이론이 불만을 느낀 몇몇 사람들이 왜 행동을 취하지 못하고, 사회운동에 참여하지 못했는 지를 설명하는 데에 실패했다고 지적했다. 반론으로는 사람들이 갈등을 피하는 경향이 있고, 단기지향적이며, 사회적 행동에 따른 생활 개선이 보장되지 않아 생활의 어려움이 발생할 수 있다는 점 등이 있다.

## 같이 보기
- 불안
- 우울증
- 선망
- 지위 상징
- 사회비교이론
- 소셜 미디어
- 사회적 지위

## 추가 리딩
- James M. Olson, C. Peter Herman, Mark P. Zanna (ed.), Relative Deprivation and Social Comparison, Lawrence Erlbaum Associates, 1986, ISBN 0-89859-704-8, Google Print[깨진 링크(과거 내용 찾기)]
- Wallace, Anthony F.C. 1956. "Revitalization Movements," American Anthropologist 58: 264-281.Wayback Machine